# Giovanni Dalmata
Giovanni Dalmata, o anche Giovanni di Traù, nome italianizzato di Ioannes Stephani Duknovich de Tragurio (Mandoler, ca. 1440 – Traù, 1515), è stato uno scultore dalmata che svolse la maggior parte della sua attività a Roma, in Ungheria e in Dalmazia, lasciando però alcune opere anche ad Ancona e Norcia.

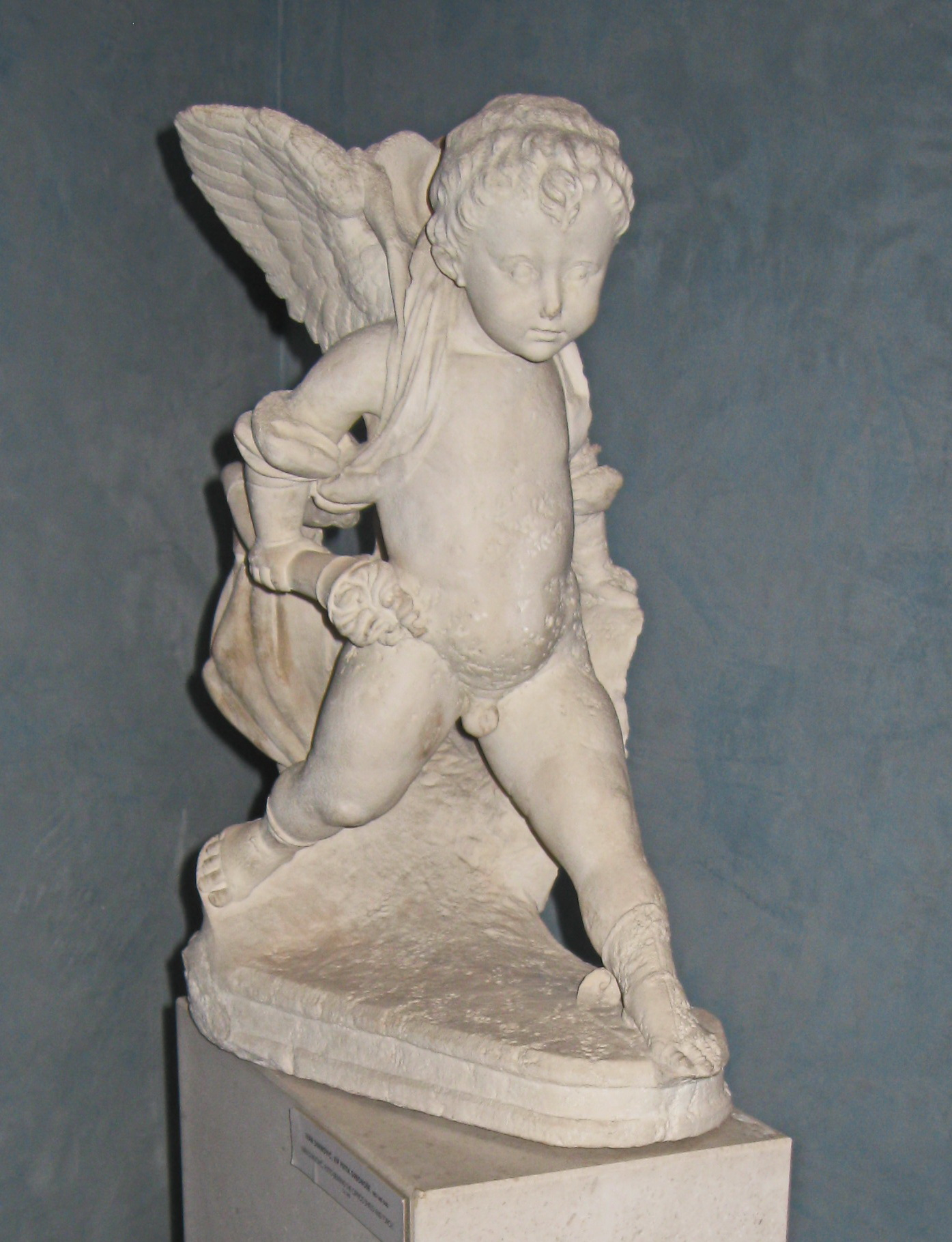

Fu, con Mino da Fiesole e Andrea Bregno, tra i più importanti scultori attivi a Roma nella seconda metà del XV secolo.

## Vita ed opere
Nacque intorno al 1440 a Mandoler (in lingua croata Vinišće), piccolo paese nei pressi di Traù, in Dalmazia.
Tra il 1460 e il 1465 andò a Roma per lavorare a Palazzo Venezia, incaricato da Papa Paolo II. Durante il soggiorno romano realizzò statue di Apostoli nelle Grotte Vaticane (Grotte Nuove), la Crocifissione nella Chiesa di Santa Balbina con Mino da Fiesole, la tomba del cardinale Tebaldi in collaborazione con Andrea Bregno nella chiesa di Santa Maria sopra Minerva (nel 1466), il portale principale di Palazzo Venezia (nel 1467; opera attribuita), il monumento funebre del cardinale Pietro Riario in collaborazione con Mino da Fiesole e Andrea Bregno nella chiesa dei Ss. Apostoli (nel 1474), la tomba del cardinale Bartolomeo Roverella nella Basilica di San Clemente al Laterano (nel 1476 circa), un Cristo benedicente e la tomba del cardinal Berardo Eroli, nelle salette delle Grotte Vaticane (dopo il 1479). In seguito scolpì il monumento funebre a Maddalena Orsini nel refettorio del convento di San Salvatore in Lauro (attribuito) e le transenne con pilastri e candelabri nella Cappella Sistina, in collaborazione con Mino da Fiesole e Andrea Bregno.
Tra i lavori eseguiti a Roma è però da ricordare soprattutto il suo capolavoro: l'imponente monumento funebre di Papa Paolo II, ricco di decine di statue e bassorilievi, già nella Basilica di San Pietro costantiniana ed ora ricostruito negli Ottagoni sovrastanti il transetto della Basilica attuale con lungo e paziente lavoro da Giuseppe Zander  (attualmente - 2011 - visitabile solo su richiesta scritta alle competenti autorità vaticane). Per la realizzazione di questo monumento collaborò con Mino da Fiesole; suoi sono i bassorilievi raffiguranti il Pontefice giacente, la Speranza, l'Eterno in gloria, gli angeli che reggono un'epigrafe, la Creazione di Eva, il Peccato originale, la resurrezione di Cristo, San Marco e San Matteo.
Prima di 1469 lavorò al Tempietto di San Giacomo a Vicovaro. Subito dopo, verso il 1469, realizzò alcune sculture (Madonna, santi Apostoli, Angeli) per la chiesa di san Giovanni a Norcia, oggi trasferite nel locale museo diocesano a La Castellina.
Verso il 1488–1490, Giovanni Dalmata andò alla corte del re Mattia Corvino d'Ungheria a Buda, dove rimase qualche anno completando numerosi lavori che però non sono giunti fino ai nostri giorni a causa delle vicende belliche ungheresi.
Dopo il soggiorno in Ungheria, Giovanni Dalmata tornò a Traù dove lasciò molte opere tra cui la statua di San Giovanni evangelista, sita nella cappella Orsini della Cattedrale di San Lorenzo. Il Dalmata ideò inoltre la statua di Santa Maria Maddalena nel convento francescano di Sant'Antonio vicino all'isola di Bua e collaborò con Niccolò di Giovanni Fiorentino e Andrea Alessi al rinascimentale Palazzo Cippico di Traù.
Nel 1503 circa, tornò a Roma, per lavorare alla tomba del protonotario apostolico Lomellino. Nel 1509 fu ad Ancona, dove eseguì il monumento sepolcrale del Beato Girolamo Ginelli nel Duomo. Alcuni documenti del 1513 e 1514 menzionano un "Magistro Joanni lapicida" a Traù dove probabilmente morì poco dopo.
Recentemente, un'opera ritrovata da poco di Giovanni Dalmata (Vergine con il Bambino) è stata venduta ad un'asta londinese per 250.000 sterline al museo civico di Traù, che possiede ora sei sue opere.